# Nigel Finch
Nigel Finch (nome completo Nigel Lucius Graeme Finch) (Tenterden, 1º agosto 1949 – Londra, 14 febbraio 1995) è stato un regista, sceneggiatore e produttore cinematografico britannico la cui carriera ha influenzato la crescita del cinema gay britannico.

## Biografia
Nato a Tenterden, nel Kent, crebbe a Bromley, a sud-est di Londra. Studiò Storia dell'arte all'Università del Sussex.
Iniziò a lavorare nel cinema agli inizi degli anni '70 come co-montatore per la serie di documentari televisivi della BBC Arena. 
Dopo aver prodotto e diretto molti programmi televisivi importanti, divenne famoso con il documentario Chelsea Hotel (1981, episodio della serie TV Arena), che descriveva il famoso hotel di New York, luogo di ritrovo di famosi ospiti gay, tra cui Oscar Wilde, Tennessee Williams, William S. Burroughs, Quentin Crisp e Andy Warhol. In seguito diresse alcuni film drammatici, come  The Lost Language of Cranes (candidato ai BAFTA), soap opere musicali e vari altri documentari, tra cui quelli dedicati a Robert Mapplethorpe (1988), a Kenneth Anger (1991) e a Louise Bourgeois (1994).
Finch morì di malattia correlata all'AIDS a Londra nel 1995, durante la post-produzione del suo primo lungometraggio Stonewall, un docudrama vagamente basato sugli eventi che portarono alle rivolte di Stonewall del 1969 a New York.
La morte di Nigel Finch è stata commemorata nei titoli di coda del film-opera di Peter Maniura Dido and Aeneas (1995), con musiche dirette da Richard Hickox.

## Filmografia

### Regista

#### Cinema
- The Errand - cortometraggio (1980)
- The Caravaggio Conspiracy (1984)
- Stonevwall (1995)

#### Televisione
- Arena - serie TV, 18 episodi (1976-1994)
- Omnibus - serie TV (1978)
- Screen Two - serie TV, episodio Shergar (1986)
- Great Performances - serie TV, episodio The Cotton Club Remenbered (1986)
- Raspberry Ripple - film TV (1986)
- L'asso della Manica (Bergerac) - serie TV, episodio Una dura sfida per Lola (1988)
- The Lost Language of Cranes - film TV (1991)
- The Vampyr: A Soap Opera - film TV (1992)

### Produttore esecutivo
- Paris Is Burning, regia di Jennie Livingston - documentario (1991)